# Bodio Lomnago
Pour les articles homonymes, voir Bodio (homonymie).
Bodio Lomnago est une commune italienne de la province de Varèse dans la région Lombardie en Italie.

## Toponyme
La commune est née de la fusion de Bodio et Lomnago. 
Bodio vient du piémontais et lombard Bœucc ou Boog: vide, du latin vacuus. Lomnago vient du latin lacunacum.

## Administration
| Période                                  | Période  | Identité    | Étiquette | Qualité |
| ---------------------------------------- | -------- | ----------- | --------- | ------- |
| 8/6/2009                                 | En cours | Bruno Pavan | Lega Nord |         |
| Les données manquantes sont à compléter. |          |             |           |         |

### Hameaux
Bodio, Lomnago, Pizzo di Bodio, Rogorella, Porto di Bodio, Roccolo, Buffalora